# Герб Грузії
Герб Грузії — це щит червоного кольору з зображенням на ньому срібних фігур заступника Грузії Святого Георгія на коні, що уражає змія. Щит увінчаний золотою короною, тримають щит два золотих леви, під щитом стрічка з написом на грузинській мові: «Сила у єдності».
Цей герб частково базується на середньовічному гербі грузинського царського дому Багратіоні.
Дата прийняття: 1 жовтня 2004 року.

## Історичні герби

### Грузинська Демократична Республіка
За час існування незалежної Грузинської демократичної республіки (1918—1921 роки) була створена власна державна символіка. Державний герб Республіки Грузія являв собою орнаментовану семипроменеву зірку; золотавий орнамент зірки оточений чорною облямівкою. Простір між краями кизилового кольору. У центрі зірки міститься круглий грузинський щит з полем кизилового кольору, на якому зображений Святий Георгій на білому коні з золотими копитами. У правій руці він тримає готовий до бою золотий спис зі срібним наконечником, а в лівій — щит, облямований золотавою смугою. Над головою Святого Георгія сяє восьмипроменева сріблиста зірка; праворуч від зірки — сріблистий місяць, а ліворуч — золотаве сонце. Уздовж місяця і сонця розташовані по дві сріблисті восьмипроменеві зірки. Нижче, під конем, зображена гірська вершина. Автор гербу — академік Євген Лансере.

### Грузинська Радянська Соціалістична Республіка
У радянські часи Грузія мала офіційну назву Грузинська Радянська Соціалістична Республіка (Грузинська РСР), і використовувала радянську державну символіку.

### Республіка Грузія
Після відновлення незалежності державний герб був відроджений (у 1991 році). Зокрема у конституції (ст. 180) було записано: «Державний герб Республіки Грузія являє собою орнаментовану семипроменеву зірку, золотавий орнамент зірки оточений чорною облямівкою. Простір поміж краями — кизилового кольору. У центрі зірки розташований круглий грузинський щит із полем кизилового кольору, на якому зображений Тетрі Ґіорґі на білому коні із золотими копитами. У правій руці він тримає наготований до бою золотий спис із срібним наконечником, а в лівій — щит із золотою смужкою. На Тетрі Ґіорґі — багряні шаровари і взуття золотавого кольору. На ньому лати блакитної барви в сріблясту карту й біла накидка. З-під лат видно сорочку брунатного кольору. Під сідлом коня Тетрі Ґіорґі — тигрова шкіра, сідло — золоте, вуздечка — срібна. Над головою Тетрі Ґіорґі сяє восьмипроменева срібляста зірка; праворуч від неї — сріблястий місяць, а ліворуч — золотаве сонце. Уздовж місяця і сонця розміщено по дві восьмипроменеві зірки. Під конем — зображення гірської вершини».
Після приходу до влади президента Міхо Саакашвілі ця символіка у 2004 році була замінена нинішньою.

## Галерея

Герб Грузії в період 1918-1921 р.р.
Герб ГРСР
Герб Грузії в період 1991-2004